# جاي س. هارتمان
جاي س. هارتمان (بالإنجليزية: J. C. Hartman)‏ هو لاعب كرة قاعدة أمريكي، ولد في 15 أبريل 1934 في Cottonton, Alabama ‏ في الولايات المتحدة.

## وصلات خارجية
- جاي س. هارتمان على موقعبيزبول رفرنس.كوم (الدوري الثانوي) (الإنجليزية)